# Wizz Air Abu Dhabi
Wizz Air Abu Dhabi LLC — регулярна бюджетна авіакомпанія ОАЕ, яка базується в Міжнародному аеропорту Абу-Дабі, ОАЕ. Авіакомпанія є спільним підприємством із державною компанією ADQ  (раніше — Abu Dhabi Developmental Holding Company, ADDH), яка володіє 51 відсотком, а Wizz Air Holdings — рештою 49 відсотків.  Польоти почалися в листопаді 2020 року на двох літаках Airbus A321neo, кількість яких зросла до 50 протягом наступних кількох років. 

## Історія
12 грудня 2019 року компанія Wizz Air оголосила про створення нової дочірньої компанії в міжнародному аеропорту Абу-Дабі, яка буде пропонувати недорогі рейси з аеропорту для виходу на ринки, що зростають: Близького Сходу, Африки та Індійського субконтиненту. 
У липні 2020 року Wizz Air Abu Dhabi оголосила про свою початкову мережу маршрутів, запустивши 6 напрямків зі своєї бази в Абу-Дабі. 
В інтерв'ю Йозеф Вараді, генеральний директор Wizz Air, сказав, що флот авіакомпанії може зрости до 100 літаків у найближчі 15 років. 
Перший рейс, що прямував до Афін, вилетів з міжнародного аеропорту Абу-Дабі 15 січня 2021 року  Другий маршрут стартував між Абу-Дабі та Салоніками 4 лютого 2021 року  

## Флот
Станом на січень 2023 року флот Wizz Air Abu Dhabi складається з таких літаків: 
| Літак           | На обслуговуванні | Замовлення | Пасажири | Примітки | Середній вік |
| --------------- | ----------------- | ---------- | -------- | -------- | ------------ |
| Airbus A321neo  | 8                 | –          | 239      |          | 1,2 року     |
| Airbus A321-200 | 3                 | –          | 230      |          | 4.9 роки     |
| Всього          | 11                | –          |          |          | –            |

## Напрямки
Станом на січень 2023 року Wizz Air Abu Dhabi обслуговує такі напрямки:

Виконуються Wizz Air Abu Dhabi (5W)
Виконуються до та з ОАЕ компанією Wizz Air Hungary (W6)

| Країна                     | Місто       | Аеропорт       | Примітки                                         | Джерела |
| -------------------------- | ----------- | -------------- | ------------------------------------------------ | ------- |
| Albania                    | Тирана      | Тирана         |                                                  | [ 12 ]  |
| Вірменія                   | Єреван      | Єреван         |                                                  | [ 4 ]   |
| Азербайджан                | Баку        | Баку           |                                                  |         |
| Бахрейн                    | Манама      | Бахрейн        |                                                  |         |
| Боснія і Герцеговина       | Сараєво     | Сараєво        |                                                  | [ 12 ]  |
| Кіпр                       | Ларнака     | Ларнака        | Припинено                                        | [ 4 ]   |
| Єгипет                     | Александрія | Борг-ель-Араб  |                                                  | [ 4 ]   |
| Єгипет                     | Луксор      | Луксор         | Припинено                                        |         |
| Єгипет                     | Согаґ       | Сохаг          | Припинено                                        |         |
| Грузія                     | Кутаїсі     | Кутаїсі        |                                                  | [ 4 ]   |
| Греція                     | Афіни       | Афіни          |                                                  | [ 4 ]   |
| Греція                     | Ханья       | Ханья          | Припинено                                        |         |
| Греція                     | Міконос     | Міконос        | Припинено                                        |         |
| Греція                     | Родос       | Родос          | Припинено                                        |         |
| Греція                     | Санторині   | Санторині      |                                                  |         |
| Греція                     | Салоніки    | Салоніки       | Припинено                                        | [ 4 ]   |
| Ізраїль                    | Тель-Авів   | Тель-Авів      |                                                  | [ 4 ]   |
| Йорданія                   | Амман       | Амман          |                                                  |         |
| Йорданія                   | Акаба       | Акаба          |                                                  |         |
| Казахстан                  | Алмати      | Алмати         |                                                  | [ 4 ]   |
| Казахстан                  | Астана      | Нур-Султан     |                                                  | [ 4 ]   |
| Кувейт                     | Ель-Кувейт  | Кувейт         |                                                  |         |
| Мальдіви                   | Мале        | Велана         |                                                  |         |
| Молдова                    | Кишинів     | Кишинів        | Припинено                                        |         |
| Оман                       | Маскат      | Маскат         |                                                  |         |
| Оман                       | Салала      | Салала         |                                                  |         |
| Росія                      | Краснодар   | Краснодар      | Початок рейсів відкладено                        |         |
| Росія                      | Moscow      | Москва-Внуково | Початок рейсів відкладено                        |         |
| Саудівська Аравія          | Ед-Даммам   | Даммам         |                                                  |         |
| Саудівська Аравія          | Медина      | Медина         | Початок обслуговування планується з лютого 2023. |         |
| Сербія                     | Белград     | Белград        |                                                  |         |
| Шрі-Ланка                  | Хамбантота  | Маттала        | Початок обслуговування планується з серпня 2023. |         |
| Туреччина                  | Анкара      | Анкара         |                                                  |         |
| Туреччина                  | Анталія     | Анталія        | Початок обслуговування планується з червня 2023. |         |
| Україна                    | Київ        | Бориспіль      |                                                  |         |
| Україна                    | Одеса       | Одеса          | Припинено                                        | [ 4 ]   |
| Об'єднані Арабські Емірати | Абу-Дабі    | Абу-Дабі       | База                                             |         |
| Узбекистан                 | Самарканд   | Самарканд      |                                                  |         |
| Узбекистан                 | Ташкент     | Ташкент        |                                                  |         |